# Сева (приток Нырмыча)

Сева — река в России, протекает в Верхнекамском районе Кировской области. Устье реки находится в 64 км по левому берегу реки Нырмыч. Длина реки составляет 40 км.
Исток реки на Верхнекамской возвышенности в 20 км к северо-западу от посёлка Лесной. Исток лежит на водоразделе Волги и Северной Двины, рядом с истоком Севы находятся верховья Сысолы. Река течёт на юг, в нижнем течении — на юго-восток. Всё течение проходит по ненаселённому лесу. Впадает в Нырмыч в 11 км к юго-западу от посёлка Лесной. Ширина реки у устья — 10-15 метров.

## Данные водного реестра
По данным государственного водного реестра России относится к Камскому бассейновому округу, водохозяйственный участок реки — Кама от истока до водомерного поста у села Бондюг, речной подбассейн реки — бассейны притоков Камы до впадения Белой. Речной бассейн реки — Кама.
По данным геоинформационной системы водохозяйственного районирования территории РФ, подготовленной Федеральным агентством водных ресурсов:
- Код водного объекта в государственном водном реестре — 10010100112111100000863
- Код по гидрологической изученности (ГИ) — 111100086
- Код бассейна — 10.01.01.001
- Номер тома по ГИ — 11
- Выпуск по ГИ — 1